# Tête réduite

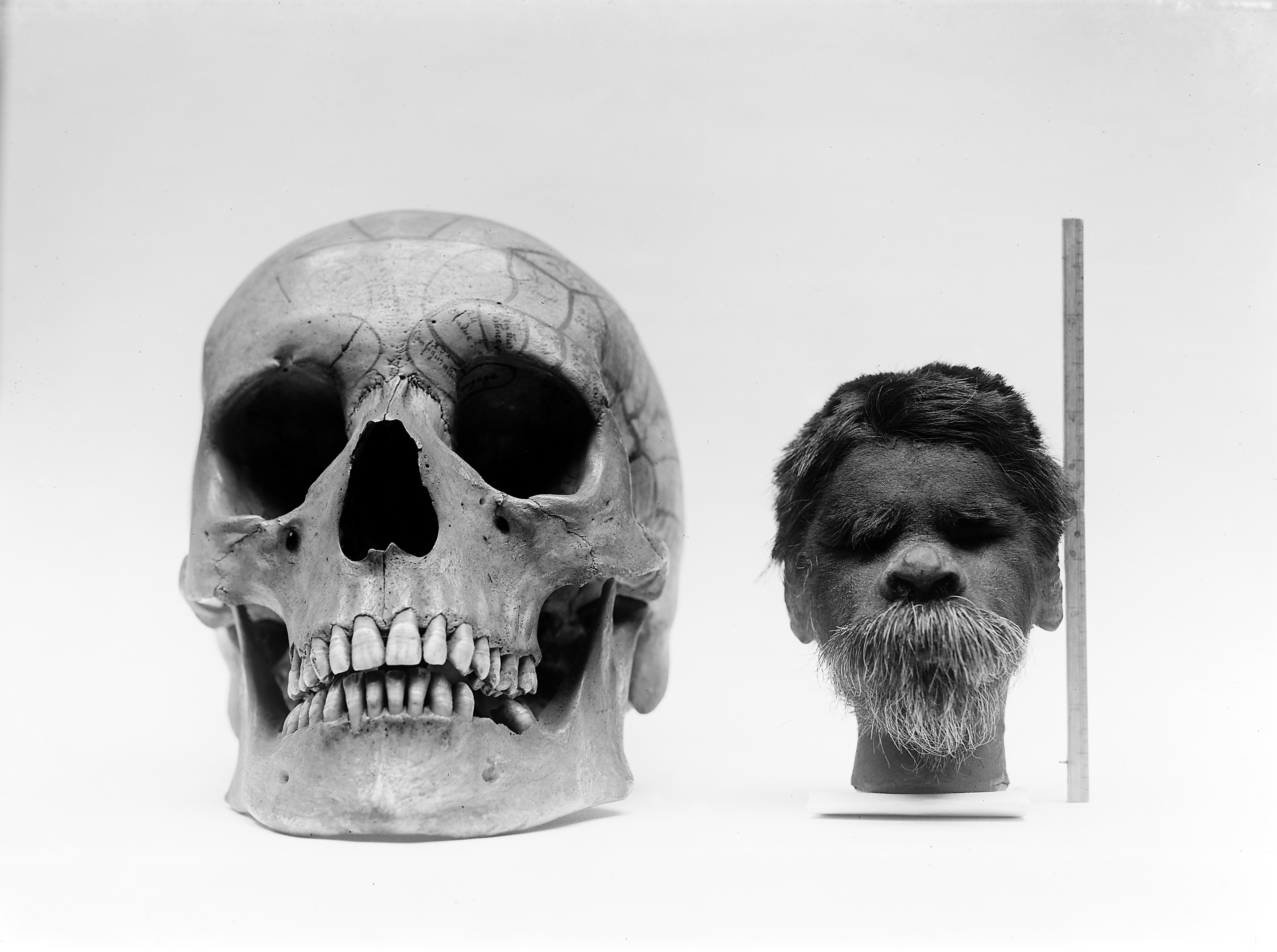
Comparaison d'un crâne humain normal avec une tête réduite.

Les têtes réduites ou tsantzas ou tsantsas sont des objets rituels jadis réalisés à partir de têtes humaines par un peuple d'Amazonie, les Jivaros ou plus exactement les Shuars.
Signalées dès le XVIe siècle, les têtes réduites ne parviennent en Europe qu'à partir de 1860, révélées par les premiers anthropologues et sous la demande des collectionneurs. Elles exercent une fascination par leur exotisme sauvage et le mystère qui entoure leur fabrication.
Une tsantsa peut avoir plusieurs significations : dans son contexte traditionnel symbolique, ou comme un objet d'échange d'économie coloniale entre Shuars et Occidentaux, ou comme facteur d'identité ou de contre-identité, mais toujours comme un objet de pouvoir et d'influence.

## Significations

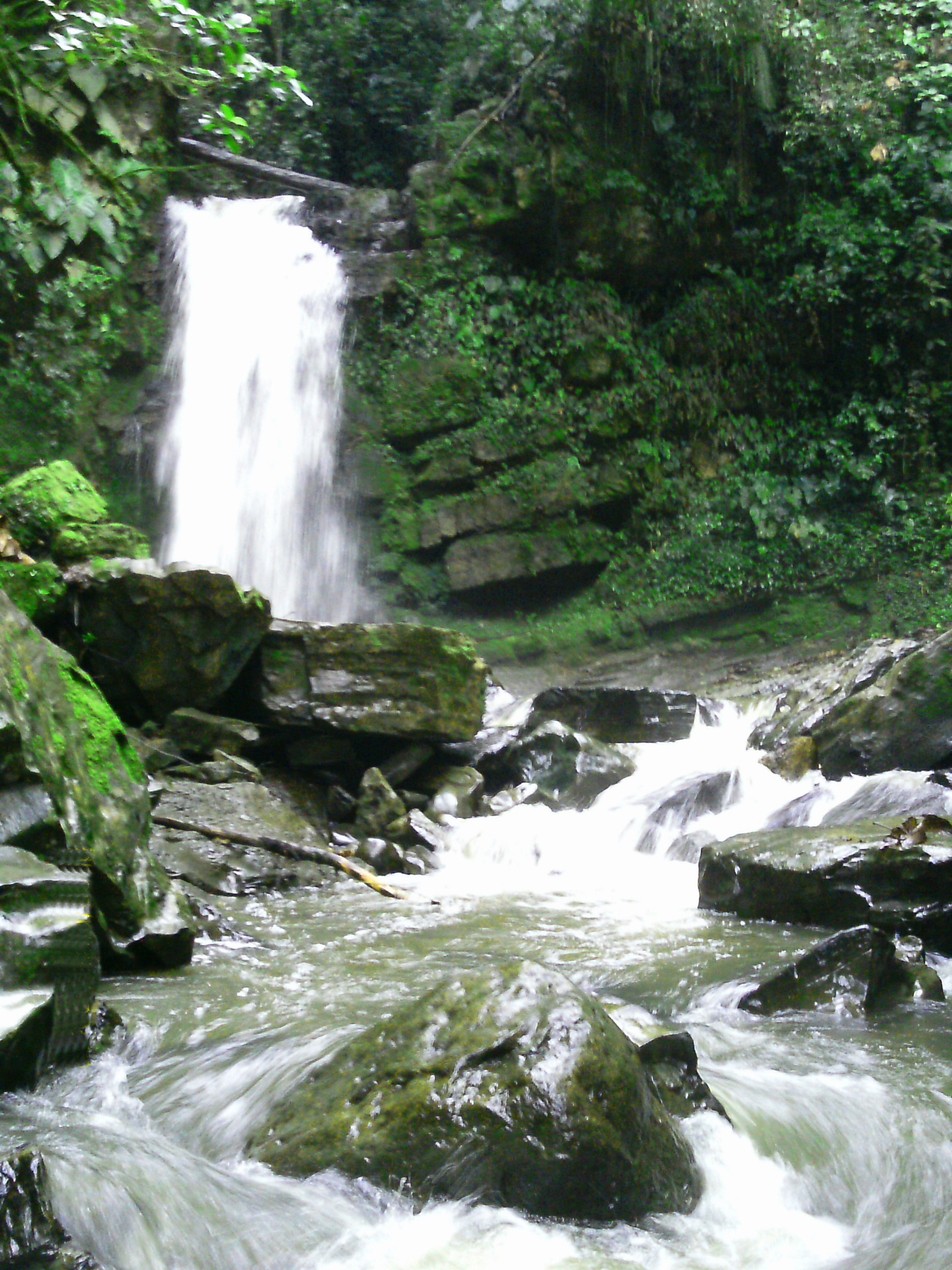
Cascade proche d'une communauté shuar du canton de Logrono (en Cantón de Logroño), Équateur.

Les chasseurs de têtes ont été présents dans plusieurs régions du monde, mais la pratique des têtes réduites n'est documentée que pour la région nord-ouest de la forêt amazonienne (Équateur et Pérou) chez les peuples Jivaros, en particulier chez les Shuars. Chez les chasseurs de têtes, la tête coupée se présente comme un trophée, alors que chez les Shuars la tête réduite a une valeur spirituelle ou magique, celle d'un fétiche.
La plupart des Shuars vivent en moyenne montagne entre 400 et 1 200 m d'altitude. Ils forment de petits groupes semi-nomades de chasseurs-cueilleurs où les femmes pratiquent aussi l'horticulture (principalement du manioc). Leur société est égalitariste : le pouvoir est considéré comme un fluide circulant entre les individus. Un kakaram, chef ou homme fort, se reconnait  de deux manières : il parle d'une voix forte, et il est « immortel », c'est-à-dire qu'il peut tuer sans être tué. Ce pouvoir n'est pas intrinsèque, mais acquis sous la forme d'un Arutam Wakani, âme ou puissance guerrière.
Les Shuars croient à deux esprits fondamentaux contraires : Arutam Wakani (pouvoir guerrier) et Muisak (esprit vengeur) .

### Arutam Wakani
Arutam est littéralement « vision » ou « pouvoir », il peut s'obtenir dès l'âge de 8 ans, au cours d'un voyage en forêt de plusieurs jours. Ce voyage, à destination de cascades sacrées, s'effectue en compagnie du père qui donne à son fils des infusions de plantes hallucinogènes comme Brugmansia arborea (anciennement datura arborea) afin qu'il ait des visions Arutam provenant de l'âme Wakani d'un ancêtre.
L'Arutam Wakani rend le garçon fort, intelligent et résistant. Mais s'il est acquis, ce pouvoir peut être perdu, car s'il habite le corps, il ne lui appartient pas. Il peut s'échapper au cours du sommeil par les rêves, ou manifester son départ par la mort au combat. D'où la nécessité de conserver ce pouvoir par l'acquisition de Wakani supplémentaires. Tôt ou tard, un guerrier perd ses Wakani et finit par mourir.
Les Shuars opèrent ainsi une transformation de la mort vue comme un épuisement et un vide, mais aussi comme une source de pouvoir et de productivité sociale qui relie les vivants et les morts.

### Muisak

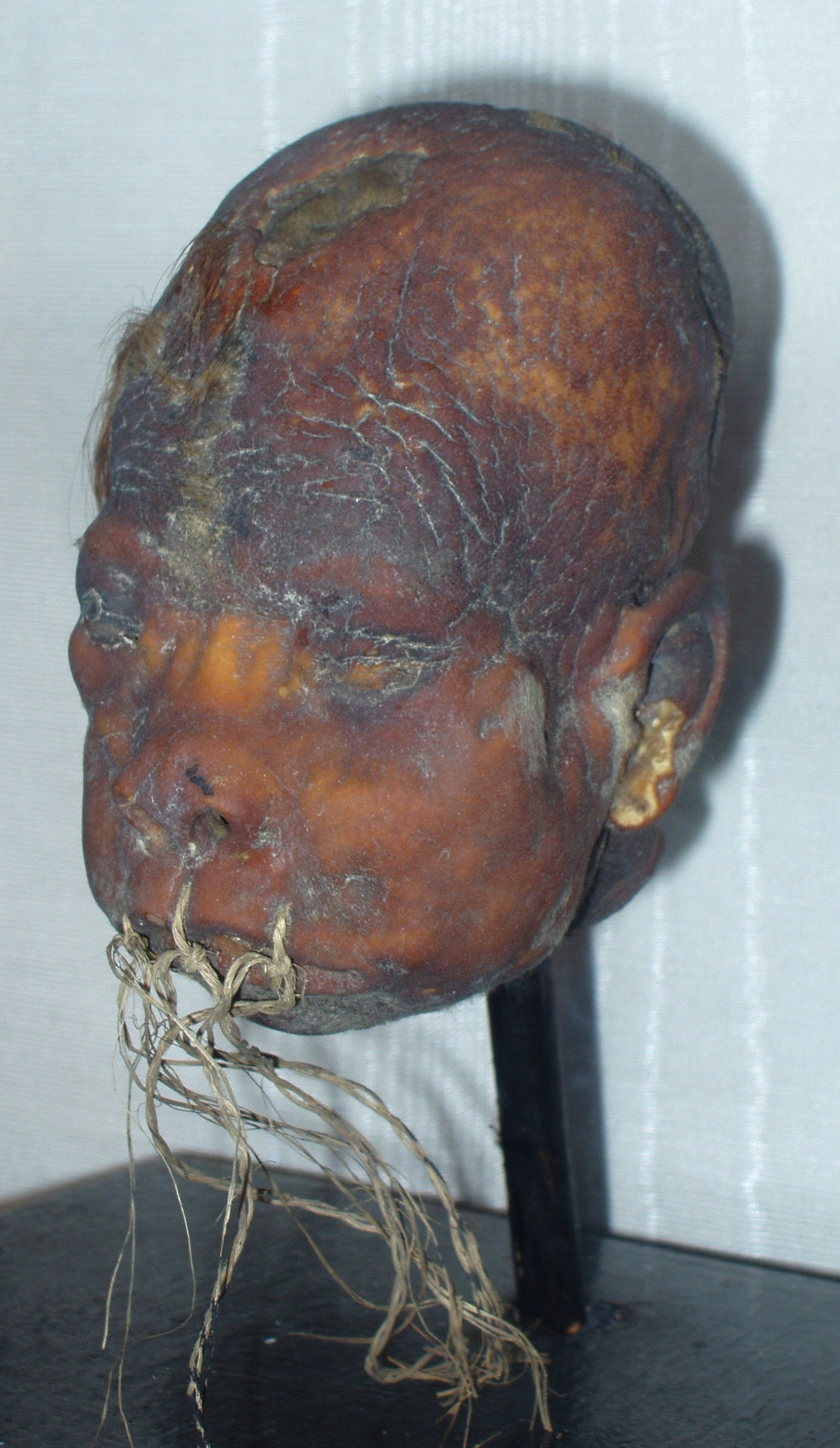
Tsantsa exposée en Floride.

C'est un esprit vengeur qui apparait lors de la mort violente d'une victime. C'est l'inverse de l'Arutam Wakani qui entre dans le corps pour renforcer son pouvoir, Muisak sort de la victime pour tuer le meurtrier ou les membres de sa famille,.

### Tsantsa
Une tête réduite ou tsantsa n'est pas tant un objet symbolique de pouvoir, qu'un objet fétiche où les pouvoirs circulent de façon immatérielle sous forme d'Arutam Wakani et de Muisak. Ce pouvoir circulant n'appartient pas seulement au guerrier vainqueur, il se diffuse à l'ensemble de son clan, notamment aux femmes qui bénéficient de meilleures récoltes.
L'obtention d’une tête coupée  par les Shuars se fait par un acte guerrier contre une maisonnée d’Achuars, un autre peuple guerrier mais qui ne pratique pas la réduction des têtes. La réalisation d'une tsantsa chez les Shuars est une quête initiatique réalisée au cours de cérémonies rituelles.
Réduire la tête permet d'enfermer l'esprit du défunt à l'intérieur et, ainsi, de se prémunir contre sa vengeance, mais aussi de s'approprier sa force et ses qualités. Cependant, une fois les cérémonies terminées et les pouvoirs « redistribués », le rôle fétiche de la tsanta prend fin. L'objet matériel en lui-même n'a plus guère de valeur aux yeux des Shuars.

## Fabrication
Certains détails techniques peuvent varier selon les groupes tribaux, mais les principes et les différentes étapes du processus sont les mêmes.
La fabrication d'une tsantsa est une tâche laborieuse qui prend deux à trois jours, si la préparation commence aussitôt après la décapitation, et jusqu'à près d'une semaine s'il faut transporter la tête dans la jungle. Dans ce dernier cas, le début de putréfaction rend plus facile le détachement de la peau du crâne, mais le résultat final est moins bon.

### Détachement du scalp et de la face

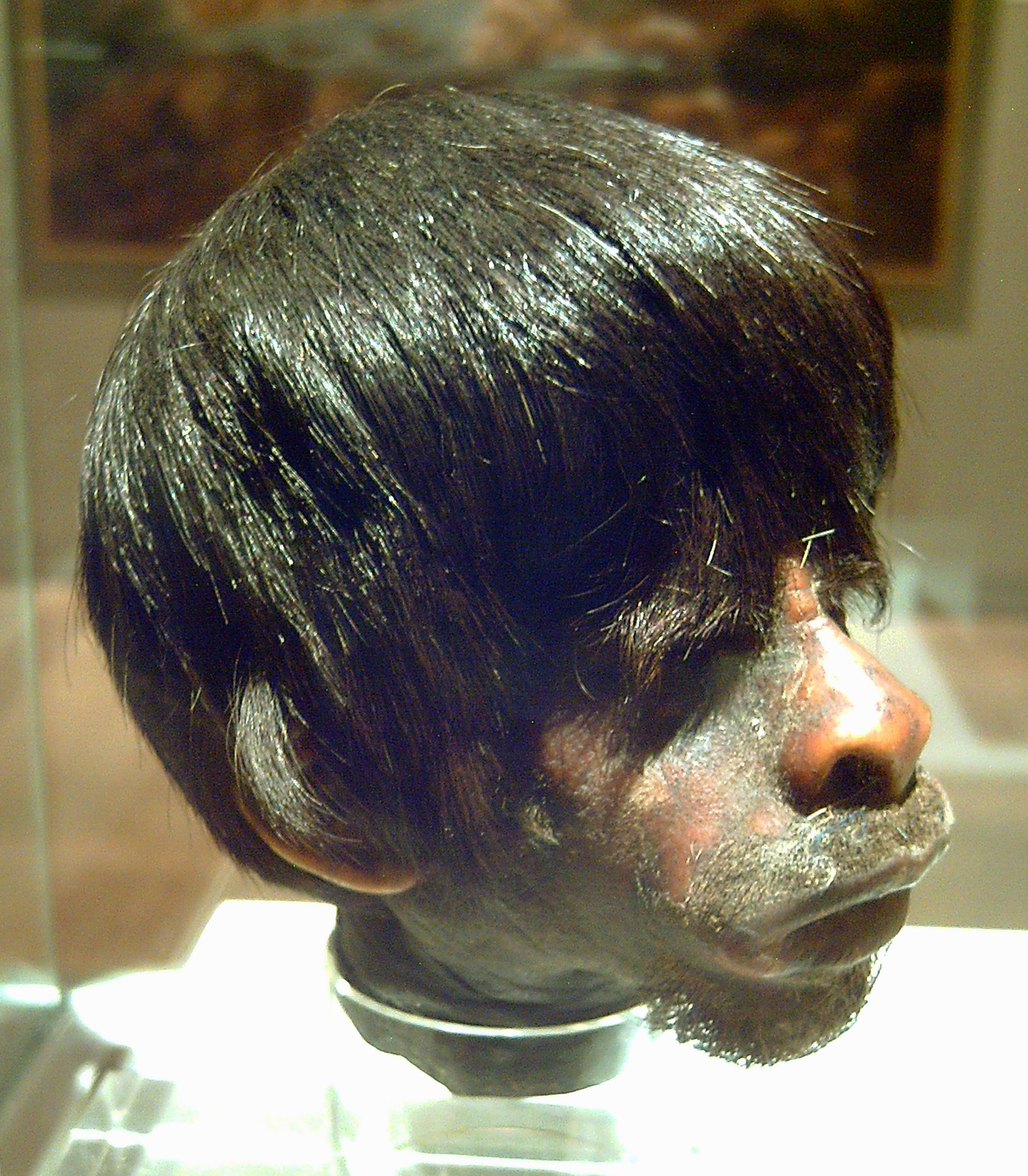
Tête réduite des Shuars du Pérou (Museo de América, Madrid).

Le guerrier vainqueur décapite sa victime au plus près du buste, afin de préserver toute la peau du cou. Après avoir reçu l'autorisation du chef de la tribu (sous la forme d’une cérémonie solennelle), le chasseur de tête peut commencer la préparation de la tsantsa. Le scalp est incisé sur la ligne médiane, de la face dorsale du cou jusqu'à la ligne antérieure des cheveux. Les deux moitiés de scalp sont détachées à mains nues.
La peau du visage doit être disséquée en un seul bloc. Pour faciliter le détachement, les os de la face sont délicatement brisés. Le décollement de la peau s'effectue à l'aide de bambous aiguisés, de coquillages, de lames de silex. Les sourcils, le nez, les lèvres, les oreilles sont soigneusement préservés ; les globes oculaires sont enlevés. Une tsantsa réussie doit ressembler à la victime de son vivant .
Le « masque » est mis à tremper dans une infusion d'écorces pendant près de deux heures, ou plusieurs jours dans une décoction de plantes riches en tanin. À l'issue de cette étape, la peau est sombre et caoutchouteuse, et la taille de la tête a été réduite à la moitié ou au tiers de sa taille originelle,.
Le « masque » est retourné afin de pouvoir racler au couteau la chair encore éventuellement accrochée à la peau, puis il est remis à l'endroit et les incisions du cou sont cousues. Les paupières sont ensuite soigneusement cousues et la bouche est sertie à l'aide de pitons en bois, les chountas. Il s'agit de barrer la route aux esprits vengeurs. Le visage et les deux moitiés du scalp sont recousus de la même façon. La tsantsa se présente alors comme une sorte de sac, ouvert sur ce qui a été le cou. Le crâne est ensuite jeté à la rivière en tant qu'offrande à la divinité pani, le dieu anaconda.

### Remplissage de latsantsa

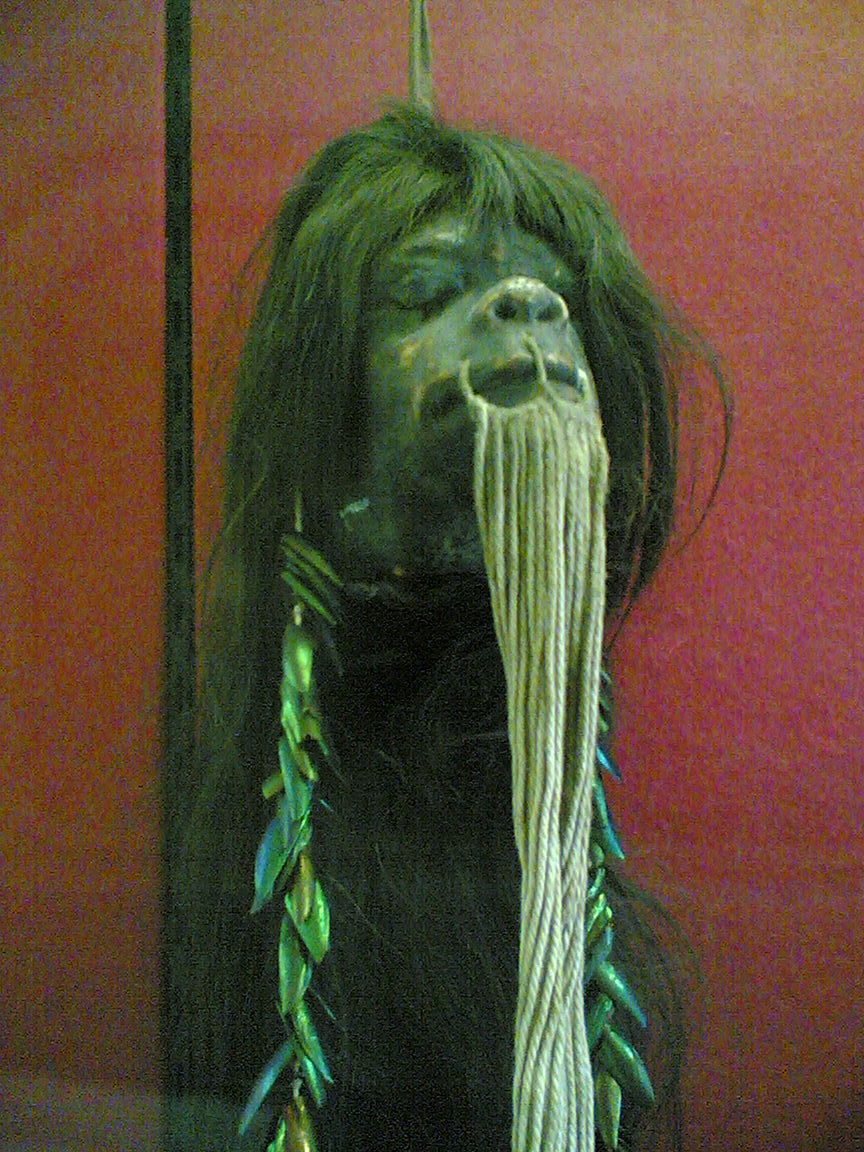
Tête réduite des Shuars.

L'opération finale consiste à remplir la tsantsa avec des pierres chauffées. Les pierres sont insérées une à une par le cou et continuellement tournées afin d'éviter de brûler la peau. Lorsque l'on ne peut plus insérer la moindre pierre, du sable chaud est introduit afin de combler l’espace restant. Cette étape devra être répétée régulièrement. Du charbon est frotté sur l'extérieur du visage afin de lui conférer une certaine étanchéité et de pouvoir modeler la peau.
Les cheveux superflus sont brûlés et la tsantsa est accrochée au-dessus d'un feu afin qu'elle soit solidifiée et noircie. Une machette chauffée est appliquée sur les lèvres pour les sécher, après quoi les trois chountas sont retirés et remplacés par des ficelles. Ces processus permettent d'éliminer définitivement les esprits mauvais, en poursuivant la rétraction de la tête,.

### Cérémonies finales
Lors du dernier jour de la semaine de fabrication, la tête est emportée en forêt pour subir sa première célébration : une ouverture est pratiquée sur le haut du crâne, et un double kamai est inséré et fixé à un chounta à l'intérieur de la tête : ainsi, la tsantsa pourra être portée sur la tête du guerrier, lui apportant son pouvoir personnel, son arutam (force, courage, sagesse, etc.). Plus le guerrier a de tsantsa, plus il a de pouvoir.
Ce transfert de pouvoir est célébré par des fêtes qui durent plusieurs jours en réunissant le groupe tribal, jusqu'à 150 personnes qui dansent, mangent et boivent de la bière de manioc. C'est en chantant et en dansant que les femmes neutralisent ou apprivoisent le pouvoir nocif du muisak pour se l'approprier à leur profit. À la fin de la cérémonie, chacun a joué son double rôle d'acteur et de spectateur :  à l'accomplissement du guerrier vainqueur répond la performance rituelle de la tribu, ce qui régénère les rapports entre les hommes et les femmes, les humains et les esprits.

Selon Anne-Christine Taylor, le guerrier assassin, considéré comme un animal prédateur au moment de son homicide, est réintégré progressivement dans son statut d'humain, puis d'homme adulte. La cérémonie finale réalise une « absorption sociale » de l'assassin et de sa victime :  
« l'identité captée s'effectue par le moyen d'une conception et d'une gestation masculine, précondition symbolique nécessaire à la procréation féminine ; en somme, les hommes se rendent gravides du mort, afin que leurs épouses puissent, dans l'ordre du réel, donner la vie ». 
Un explorateur belge, le marquis de Wavrin, fut le premier à filmer la cérémonie dans son film Au pays du scalp.

## Commerce et détention
Du XVIe siècle jusqu'au tournant du XXe siècle, les Jivaros parviennent à interdire leur territoire aux expéditions espagnoles et aux missions jésuites, tout en acceptant occasionnellement des échanges avec des colons isolés à partir du XVIIIe siècle.
Le procédé de réduction des têtes est décrit dès le XVIIe siècle par des missionnaires jésuites, mais cette connaissance ne dépasse guère le cercle de la Compagnie de Jésus. Les Jivaros sont alors considérés comme des« idolâtres innocents » du fait de leur isolement,.

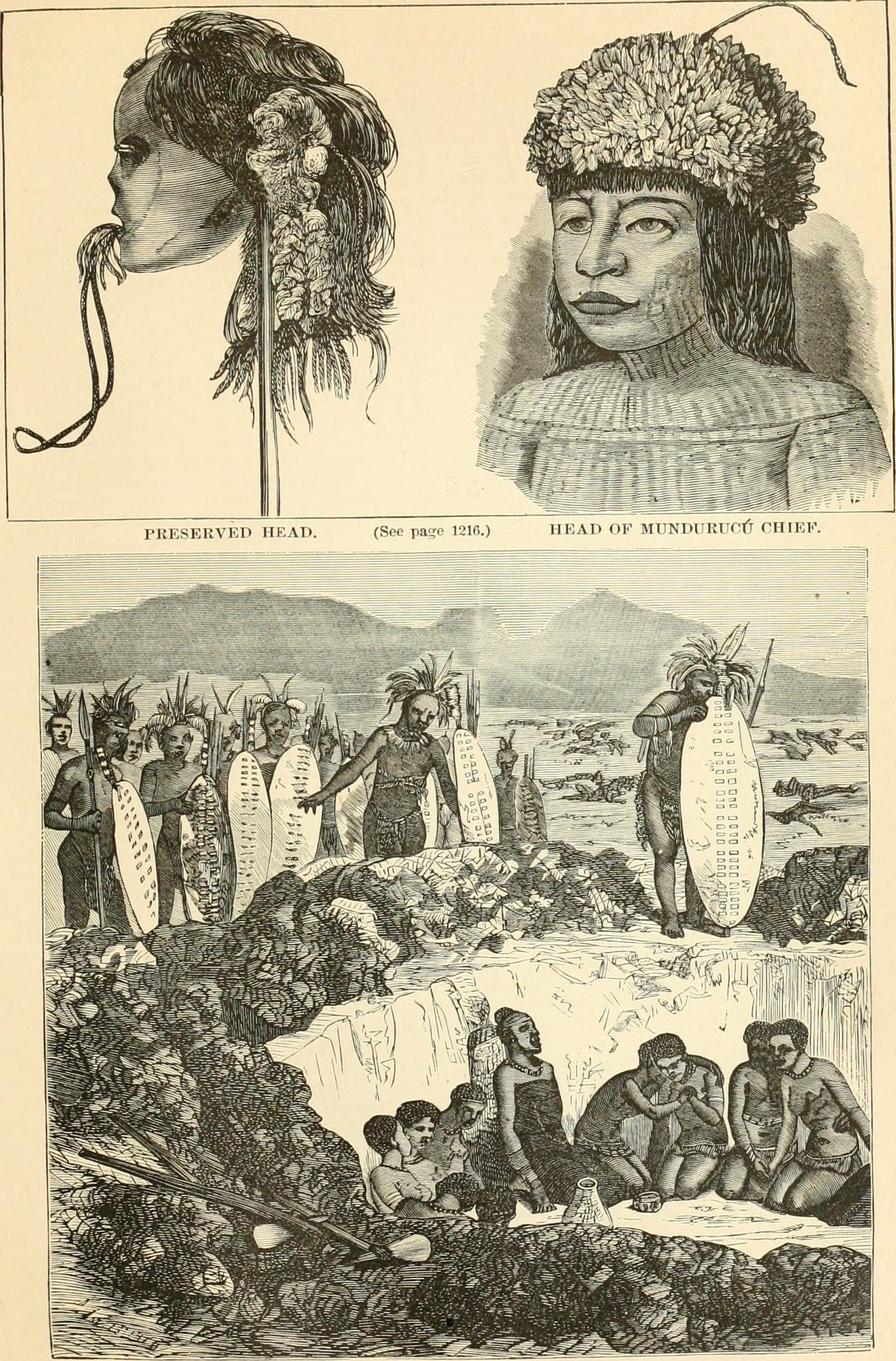
Réducteurs de tête, illustration d'un ouvrage du naturaliste britannique John George Wood (1827-1889) : Les Races humaines non civilisées du monde : Compte-rendu complet de leurs mœurs et coutumes, caractéristiques physiques, sociales, mentales, morales et religieuses (1878).

C'est seulement à partir de 1860 en Europe que se développe « la fièvre des tsantsas ». Les premières têtes ramenées suscitent une fascination anthropologique dans un contexte colonial. La longue résistance des Jivaros à la colonisation et à l'évangélisation, leur indifférence à la parole occidentale ne s'expliquent plus par leur innocence supposée, mais par un exotisme sauvage exceptionnel qui les distingue radicalement des civilisés :
« Pour cette époque éprise de scientisme et de prouesse technologique, la tsantsa et son mystère taxidermique deviennent l'objet d'un engouement morbide, en lequel se mêlent à part égale la répulsion morale et le zèle positiviste. Car la réduction des têtes est perçue comme le fruit macabre d’un savoir ésotérique que son raffinement technique postulé assimile à la science, mais dont les objectifs sinistres sont l’indice d’une dépravation morale unique ».
Ce phantasme de férocité gratuite doublée d'une mystérieuse compétence technique se poursuit tout au long du XXe siècle. Près de 1300 livres et articles sont publiés sur les Jivaros, dont seule une infime partie sont des travaux de première main, mais près d'un quart traitent exclusivement des têtes réduites.
Dès lors, les tsantsas ne se limitent plus à l'Amazonie, elles circulent en économie mondiale sous la demande des collectionneurs. Au début du XXe siècle, des Shuars eux-mêmes chassent et réduisent des têtes pour l'exportation, augmentant les guerres intertribales ; d'un autre côté, les missionnaires cherchent à décourager cette pratique en éduquant les enfants jivaros dans des écoles catholiques.
Dans la deuxième moitié du XXe siècle, les vraies tsantsas, de plus en plus rares, restent très recherchées par les collectionneurs. Elles font l'objet d'un commerce international, le plus souvent illégal. Une quantité extraordinaire de fausses tsantsas sont sur le marché, parfois confectionnées par des non-Jivaros ; elles sont destinées aux touristes. Elles sont réalisées à partir de têtes de singes, de paresseux ou de la peau de n'importe quel animal à crinière, voire à partir de têtes humaines prélevées dans des morgues.
Leur identification est difficile, surtout lorsqu'elles ont été faites par les Indiens eux-mêmes. Les tsantsas authentiques les plus recherchées sont celles de Blancs ; elles sont noircies, mais on peut les reconnaitre à leur moustache hautement respectée .
Au début du XXIe siècle, les méthodes de génétique moléculaire permettent d’estimer que 80 % des têtes réduites conservées dans les musées ou les collections privées sont des contrefaçons et non d'authentiques tsantsas réalisées par les Jivaros eux-mêmes. Par exemple, un audit effectué au Smithsonian American Art Museum dans les années 1990 a montré que seules 5 têtes sur les 21 examinées étaient authentiques. En Pologne, dans des collections de deux musées, quatre têtes ont été identifiées comme d'origine humaine, dont deux caractéristiques d'Amérindiens.
La plupart des tsantsas exposées dans les musées, du moins aux États-Unis, n'ont pas été obtenues par des expéditions de recherches. Elles sont le fait de donations de collections par des propriétaires ou leurs ayants droit qui ne souhaitaient plus les garder chez eux. Par exemple, les crânes réduits du musée des Arts africains, océaniens et amérindiens de Marseille proviennent de la collection du professeur Henri Gastaut (1915-1995),.

## Restitution et transformations symboliques
Dans la deuxième moitié du XXe siècle, les Shuars sont progressivement intégrés dans l'État d'Équateur. Ceci se traduit par la création en 1964 de la FCSA Federación de Centros Shuar y Ashuar (Fédération des Centres Shuars), dotée d'une autonomie et de droits territoriaux,.

### Restitution destsantsas
Les Shuars ne chassent plus les têtes. À la fin du XXe siècle, ils sont en majorité des paysans, vendeurs de bestiaux sur les marchés régionaux. Une minorité émigre aux États-Unis pour trouver du travail. L'état équatorien a ainsi « pacifié » les Shuars, mais de façon paradoxale en jouant aussi sur leur réputation de sauvagerie. Au cours de la guerre du Cenepa en 1995, l'armée équatorienne disposait de deux brigades spéciales de Shuars, dont l'une appelée « Arutam », et qui, selon la rumeur, auraient réduit la tête de soldats péruviens.
En 1991, le Native American Graves Protection and Repatriation Act entre en vigueur aux États-Unis. Cette loi exige que les biens culturels amérindiens soient rendues aux peuples d'origine. Bien que le peuple Shuar ne soit pas sur leur territoire, douze tsantsas authentifiées des musées américains sont rendues à la fédération Shuar en 1995. En 2017, après des mois de négociations, le musée du Vatican restitue une tête réduite à l'Équateur. En 2019, l'Université de Mercer fait de même avec une tête réduite qu'elle détenait depuis 1940. En 2025, l'Université de Genève a restitué une tête réduite à l'Équateur, après avoir déterminé que la tête est authentique et appartient à une femme.

### Muséographie

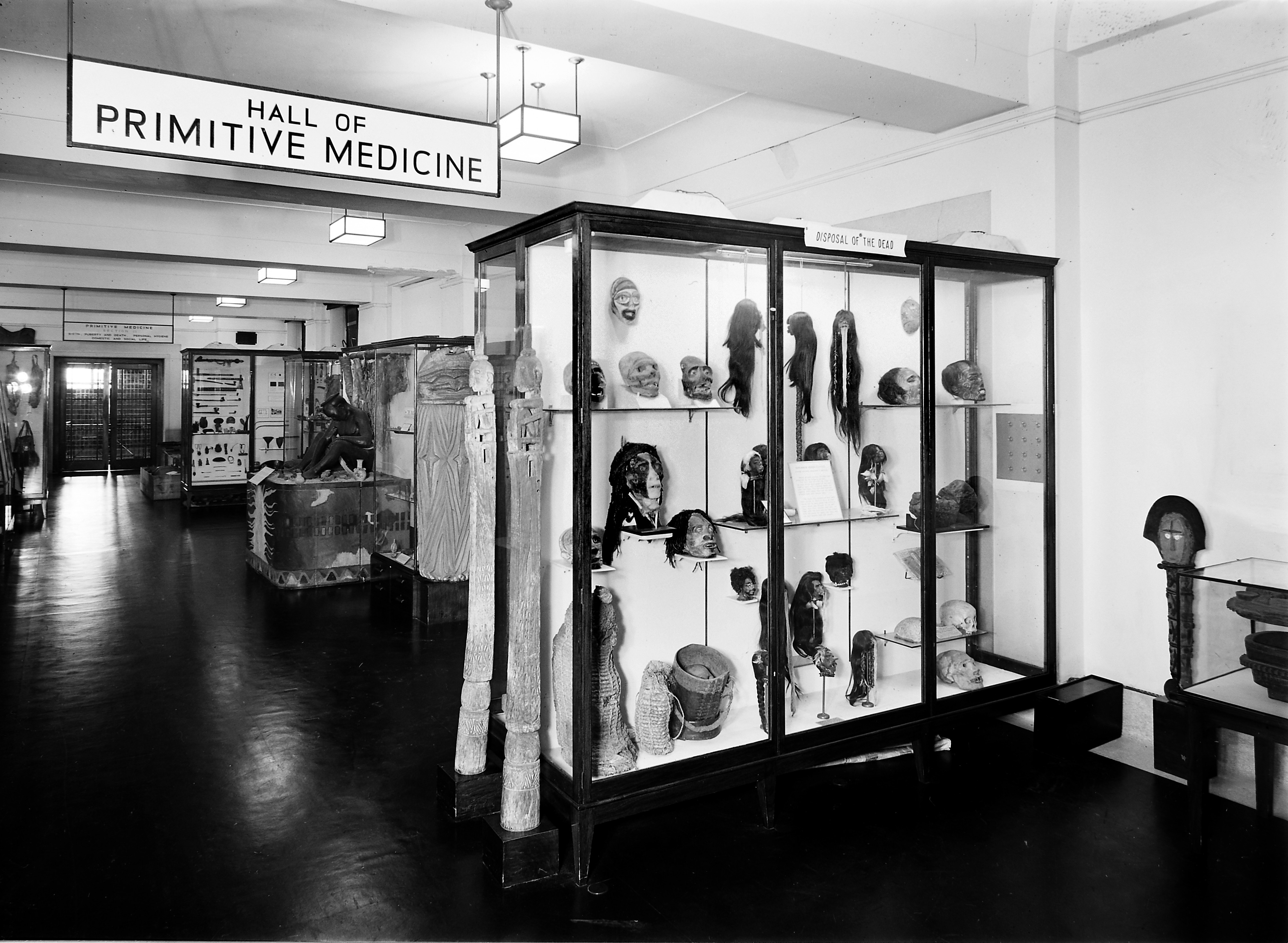
Vitrine des têtes réduites au musée du Wellcome Collection de Londres en 1946.

Ces restitutions paraissent motivées plus par des motifs éthiques que par des obligations légales. Depuis la fin du XXe siècle, une réflexion critique sur la signification des expositions des musées anthropologiques est en cours, notamment par la notion de « métamusée ». Ainsi, les expositions classiques du XXe siècle seraient marquées par l'opposition civilisé/sauvage, centre/périphérie, visiteur/objet fétichisé… La tsantsa est présentée comme emblématique d'une « culture shuar » aux antipodes de celle du visiteur, occultant le fait que l'objet est aussi un trophée d'expansion coloniale, un produit d'échange entre Shuars et Occidentaux, et que le visiteur est là comme un voyeur-consommateur de sauvagerie.
En 1995, le musée d'histoire culturelle d'Oslo a voulu innover en présentant une exposition sur « La beauté de la guerre et l'esthétique de la violence » où les tsantsas étaient présentes non pas comme un « produit shuar » à part, mais bien dans le cadre d'une problématique plus large où le visiteur est invité à s'interroger sur sa complicité en tant que voyeur de violences.
De même, en 2012, le musée du Quai Branly présente une exposition sur les « Cheveux chéris - frivolités et trophées », où les tsantsas s'inscrivent dans une problématique universelle, celle de la symbolique des cheveux.

### Tsantsasde retour

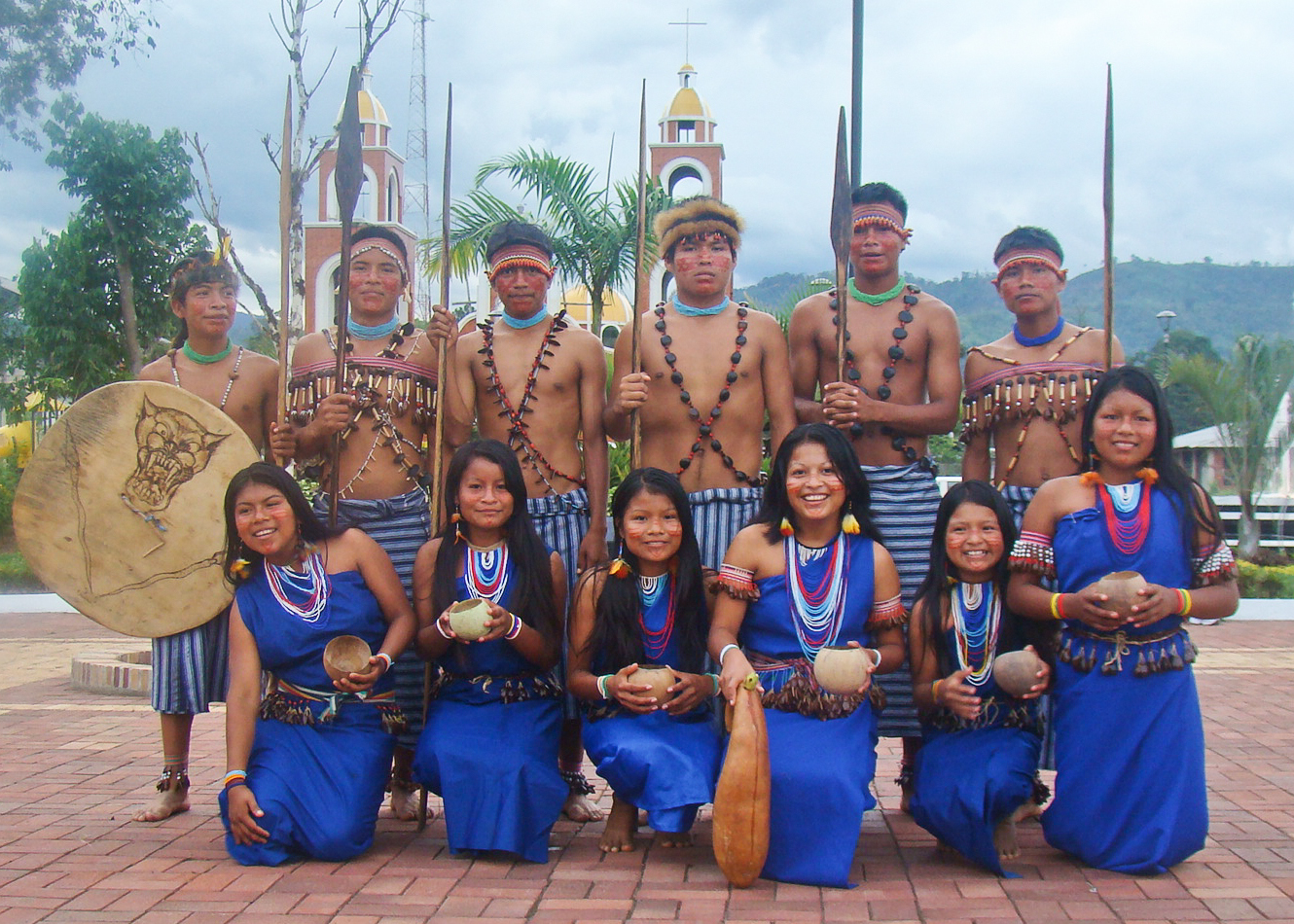
Groupe de danse traditionnelle shuar en Équateur, 2007. Les hommes portent leurs armes et les femmes la calebasse à boire la bière de manioc.

Pour la fédération Shuar, le retour des tsantsas est un moyen d'affirmer une identité, et de légitimer les rapports de pouvoir entre la fédération et les Shuars d'une part, et l'État équatorien d'autre part. Si une tsantsa représente les Shuars vus par les occidentaux, elle représente aussi l'intégration de cette vision occidentale par les Shuars eux-mêmes.
La fédération Shuar envisage de créer un musée pour exposer les tsantsas. En 2007, les têtes réduites sont entreposées dans un lieu fermé dont seuls les dirigeants de la fédération Shuar ont les clés. À la question « Ferez-vous une cérémonie spéciales pour les accueillir ? », un dirigeant shuar répond ironiquement « C'est un secret d'État ». Ainsi de façon métonymique, les influences de pouvoir continuent de s'accumuler et de circuler dans et autour des tsantsas.
Depuis, les tsantsas équatoriennes sont finalement exposées au musée ethnographique Pumapungo (es) de Cuenca, en lien  avec le musée de l'Homme de Paris.

## Points de vue
Depuis les années 1980, l'anthropologie culturelle bifurque en deux grands courants :
- des études locales spécialisées sur les relations sociales et symboliques, en l'espèce celles des peuples d'Amazonie (Amazonianism ou études amazoniennes en français)[23]. Ce courant est notamment marqué par la pensée critique de Claude Lévi-Strauss et son classique La Pensée sauvage (1962)[5],[24] ;
- un courant plus global, qui déborde le cadre amérindien, pour se situer dans le contexte des études post-coloniales. La critique est encore plus radicale sur la question du « sujet », c'est-à-dire la représentation de soi et de l'autre[23].

Ces deux approches continueraient sans le vouloir à reproduire ou cultiver une différence sauvage/civilisé, d'où l'appel à une « Anthropologie symétrique » telle que souhaitée par Bruno Latour et son Nous n'avons jamais été modernes (1991). Cette anthropologie symétrique consisterait à appliquer les mêmes méthodes et les mêmes concepts aux techniques et objets, qu'ils soient primitifs ou sauvages, modernes ou civilisés.
Dès lors, une tête réduite ne serait pas tellement un objet marqueur de différences, mais plutôt un objet hybride reliant le passé et le présent, le centre et la périphérie, le familier et l'exotique.
Selon Ekkehard Kleiss, de l'université des Andes (Venezuela), dans tous les cas, « nous devons admirer la maitrise technique de l'homme primitif ».
Pour Steven Lee Rubenstein, de l'université de Liverpool, « le fait que les Shuars tuent pour fabriquer des objets puissants, alors que nous fabriquons des objets puissants pour tuer, ne permet pas de faire une différence significative entre le sauvage et le civilisé. »

## Fictions
- L'Oreille cassée, de Hergé, présente les Bibaros, tribu ennemie des Arumbayas, comme réducteurs de têtes. Dans la planche 50, vignette 6 (version définitive), l'un des Bibaros présente trois têtes réduites à Tintin et Ridgewell, pour leur annoncer qu'ils vont subir le même sort.
- Le roman Comment ma tête a rétréci de la collection Chair de Poule de Robert Lawrence Stine paru en 1996 a pour objet central une tête réduite dotée de pouvoirs.

- La pièce de théâtre Les Petites Têtes (1955) de Max Rénier et André Gillois évoque avec des détails le procédé de réduction des têtes utilisé par les Jivaros.
- Le Retour de la momie, Jonathan s'intéresse aux têtes réduites le temps d'une scène.
- Simpson Horror Show XII, Homer le maudit, les têtes réduites sont celles de Ned Flanders, Rod Flanders et Todd Flanders.
- Harry Potter et le Prisonnier d'Azkaban (film), la tête réduite donne des indications au chauffeur du Magicobus en début de film.
- Pirates des Caraïbes : Jusqu'au bout du monde
- Beetlejuice
- Hôtel Transylvanie
- Le Seigneur des anneaux : le Retour du roi, lors de la bataille de Minas Tirith, un orque porte plusieurs têtes réduites en guise de heaume à la manière d'un guerrier Shuar.
- Le Vieux qui lisait des romans d'amour (1992) roman de Luis Sepúlveda, adapté au cinéma dans un film éponyme (2001) par Rolf de Heer.
- Beetlejuice Beetlejuice (2024) : Bob est un personnage a la tête réduite au service de Beetlejuice.

## Sources

### Filmographie

#### Documentaires
- Réducteurs de têtes en Amazonie (Search for the Amazon Headshrinker), film documentaire d'Oscar Humphreys, Royaume-Uni, 2009, 52 min, diffusé sur National Geographic Channel.
- Au Pays du scalp, marquis Robert de Wavrin, 1931.